# Eddie Johnson (futbolista)
Edward "Eddie" Johnson (nacido el 31 de marzo de 1984 en Florida) es un exfutbolista estadounidense. Su último club fue el D.C. United de la MLS y representó a los Estados Unidos en la Copa Mundial de Fútbol de 2006.

## Trayectoria

### Inicios
Johnson se convirtió en uno de los jugadores más jóvenes en fichar con la Major League Soccer, siendo seleccionado en el draft de 2001 por el Dallas Burn (hoy conocido como FC Dallas). No obstante, jugó muy poco y fue algo inconsistente durante sus primeros tres años con Dallas, acumulando un total de 30 partidos y siete goles. En este periodo tampoco participó con ningún equipo juvenil de los Estados Unidos.
Luego de sufrir un par de lesiones serias en 2005, Dallas finalmente decidió vender a Johnson para la temporada siguiente.

### Kansas City Wizards
Dallas envió a Johnson a los Kansas City Wizards por dos cupos el 14 de febrero de 2006. Luego de su traspaso viajó a Inglaterra para entrenar con el Reading F.C. antes de comenzar la temporada de la MLS.
En el 2006 y a principios de 2007, el rendimiento de Johnson comenzó a decaer, anotando tan solo dos veces en la temporada 2006 de la MLS y sin poder dejar su marca en la selección nacional. Sin embargo, Johson volvió a entrar en calor a principios de la temporada 2007 de la MLS, anotando doce goles y entregando tres asistencias en sus primeros once partidos. El 2 de junio de 2007, Johnson se convirtió en el primer jugador en anotar tripletas en partidos consecutivos en la MLS cuando anotó tres goles ante el Red Bull New York una semana después de haberlo logrado con el New England Revolution el 26 de mayo.

### Fulham

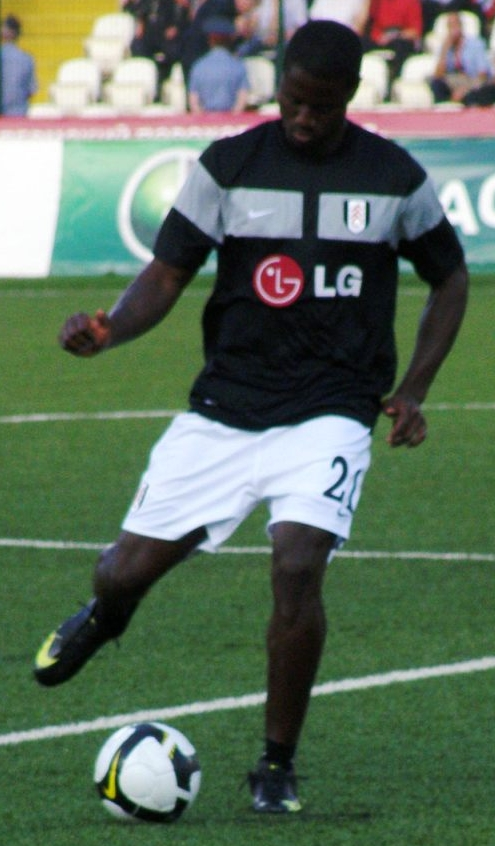
Eddie Johnson en un calentamiento con el Fulham

En julio de 2007, se comenzó a especular fuertemente de Johnson podría estar pasando a la Premier League de Inglaterra. Derby County fue uno de los clubes que más interesados se mostraban, luego de que su entrenador Billy Davies confirmara que comenzaría a explorar el mercado estadounidense. Sin embargo, Johnson rechazó su traspaso luego de que la MLS aceptara una oferta de 6 millones de dólares por parte del Derby, prefiriendo quedarse en los Estados Unidos y terminar la temporada con Kansas City. Finalmente, luego de abandonar el entrenamiento del mes de enero con la selección nacional; Johnson completó su traspaso al Fulham el 23 de enero de 2008, firmando contrato hasta el verano de 2011.

### Cardiff City
Johnson fue transferido en calidad de préstamo al Cardiff City F.C. del Football League Championship en agosto de 2008,  e hizo su debut para club galés en la victoria 2-1 sobre el Milton Keynes Dons en un partido por la Copa de la Liga. Debutó en la liga cuatro días después, ingresando como suplente en el segundo tiempo en el empate 0-0 con el Sheffield United. Con su nuevo club tuvo problemas para retomar el buen desempeño que había tenido en la MLS.
Sin embargo, su rendimiento fue mejorando con el paso de la temporada, y el 7 de marzo de 2009 finalmente pudo anotar su primer gol en Inglaterra, en la victoria 3-0 sobre Donecaster Rovers. Cuatro días después Johnson recibió los honores de jugador del partido por su actuación en la victoria 3-1 del Cardiff sobre el Barnsley. Un mes después, cuando Cardiff recibió al Derby County, Johnson anotó su segundo gol de la temporada y agregó un autogol a su cuenta en tiempo de adición en la victoria 4-1 de los Blue Birds. El gol de Johnson para Cardiff también fue el último de un jugador del Cardiff City bajo las luces el Ninian Park.
Johnson regresó a Fulham de su cesión en el Cardiff para el comienzo de la temporada 2009-10. Jugó en la mayoría de los partidos de la pretemporada del club, incluso anotando un gol en uno de estos partidos frente al Melbourne Victory. Estuvo en la banca de suplentes en la victoria 3-0 sobre el FK Vetra por la fase clasificatoria de la Europa League, y jugó unos minutos en el partido de vuelta ante el mismo equipo.

### Cesión al Aris
El 31 de diciembre de 2009, Johnson se unió al Aris Thessaloniki de Grecia en calidad de préstamo por el resto de la temporada 2009-10. Hizo su debut con el club griego el 13 de enero de 2010, ingresando como suplente en el minuto 79 de la victoria 2-0 sobre el Asteras Tripolis FC en los octavos de final de la Copa de Grecia. Debutó en la Superliga de Grecia ingresando como suplente en un partido frente al PAS Giannina FC el 17 de enero de 2010.  Johnson tuvo mayor participación en los Play-offs de la liga, anotando goles importantes entre los que se destacaron los dos anotados sobre el Olympiacos. Terminó esta fase del torneo con tres goles, haciendo un total de cinco en su paso por Grecia.

### Cesión al Preston North End
El 31 de enero de 2011 Johnson fue cedido una vez más, esta vez al Preston North End de la Football League One de Inglaterra.

### Puebla FC
Poco antes de que expire su contrato con el Fulham, Johnson viajó a México para fichar con el Puebla FC en diciembre de 2011. No obstante, luego de tres o cuatro entrenamientos terminó por no fichar con el equipo poblano debido a una diferencia de opiniones con el cuerpo técnico.

### Seattle Sounders FC

#### Temporada 2012
El 17 de febrero de 2012, Johnson regresó a la MLS y fue seleccionado por el Montreal Impact al día siguiente a través del proceso de desigación de la liga. Fue transferido en forma inmediata al Seattle Sounders FC a cambio de Mike Fucito y Lamar Neagle. Anotó sus primeros dos goles para el Sounders en partidos consecutivos frente al Chicago Fire y el LA Galaxy. Fue incluido en el Juego de las Estrellas de 2012, eventualmente anotando el gol de la victoria ante el Chelsea FC, un partido que terminaría 3-2. Durante la temporada 2012, Johnson fue elegido como jugador de la semana en dos ocasiones: la primera en la semana 22 luego de anotar un gol en la victoria 4-0 sobre el Galaxy, y la segunda en la semana 27, luego de anotar un doblete en la remontada 2-1 sobre el Chivas USA.
Johnson fue el máximo anotador del equipo en la temporada 2012 de la Major League Soccer, convirtiendo 14 goles y terminando sexto en la liga. De los 14 goles anotados por el futbolista, 9 fueron de cabeza, liderando la liga en esta categoría.
Gracias a sus buenas actuaciones a lo largo de la temporada fue nombrado como el "Mejor Regreso del Año" en la MLS en 2012. El comisionado de la MLS, Don Garber, dijo lo siguiente sobre Johnson: "Eddie Johnson tuvo un excelente regreso con Seattle. Eddie se unió a la liga cuando tenía 17 años y acaba de tener una de sus mejores temporadas a sus 28 años. Aún creo que tiene varios años buenos por delante en su carrera". Esta fue la segunda vez que Johnson recibía el premio, habiéndolo ganado anteriormente en 2007 cuando jugaba para Kansas City.
Johnson anotó el gol de la victoria para los Sounders en la victoria ante los Tigres de la UANL en los cuartos de final de la Concacaf Liga de Campeones 2013. Su gol los puso 3-2 en el agregado, ayudando así a Seattle a alcanzar las semifinales del torneo. Esta victoria significó la primera vez en la historia que un equipo de la MLS eliminaba a un equipo mexicano en la Concacaf Liga de Campeones.

### D.C. United
El 17 de diciembre de 2013, después de varias semanas de negociaciones con varios clubes, D.C. United oficializó la contratación del delantero. El 17 de mayo de 2014, Eddie Johnson anotó su primer gol por el D.C. United en el frustrado empate 1-1 ante Montreal Impact de local. Meses después fue suspendido por dos partidos por patear el balón contra Carlos Salcedo del Real Salt Lake en forma violenta en un partido de la liga el 9 de agosto. Esta suspensión fue la segunda llamada de atención del año por el comité disciplinario de la liga, luego de que en mayo de ese mismo año recibiera una multa por conducta antideportiva contra Zach Lloyd en un partido frente al FC Dallas.
Johnson se perdió los dos últimos partidos de la postemporada con el DC United en noviembre de 2014 debido a una hospitalización de emergencia 48 horas antes del primer partido ante el rival del club, el New York Red Bull. Aunque inicialmente la emergencia de finales de la temporada 2014 se dijo fue causada por deshidratación, en marzo de 2015 se confirmó que Johnson había sido hospitalizado en esa ocasión debido a un problema en el corazón, y que dicha condición médica lo obligaría a retirarse del fútbol de manera prematura. Johnson confirmó su retiro del fútbol profesional el 1 de noviembre de 2015, luego de mantenerse fuera de las canchas durante toda la temporada de dicho año debido al problema físico anteriormente mencionado.

## Clubes
| Club                           | País           | Año       |
| ------------------------------ | -------------- | --------- |
| FC Dallas                      | Estados Unidos | 2001-2005 |
| Kansas City Wizards            | Estados Unidos | 2005-2008 |
| Fulham FC                      | Inglaterra     | 2008-2010 |
| Cardiff City (a préstamo)      | Inglaterra     | 2008-2009 |
| Aris FC (a préstamo)           | Grecia         | 2010      |
| Preston North End (a préstamo) | Inglaterra     | 2011      |
| Seattle Sounders FC            | Estados Unidos | 2012-2013 |
| D.C. United                    | Estados Unidos | 2014-2015 |

## Selección nacional
Johnson fue un miembro regular de la selección estadounidense hasta 2008, acumulando un total de 42 partidos y anotando 12 goles. No obstante, su volátil situación con sus clubes, además de una pérdida de forma en general lo dejaron fuera del radar de los entrenadores nacionales estadounidenses hasta octubre de 2012, cuando tras una buena temporada con los Seattle Sounders le valieron un nuevo llamado a la selección. Johnson estrenó su nuevo llamado a la selección anotando los dos goles de Estados Unidos en la victoria 2-1 sobre Antigua y Barbuda. Volvió a anotar el 11 de junio de 2012, esta vez en Seattle, en la victoria 2-0 sobre Panamá por las eliminatorias a la Copa Mundial de Fútbol de 2014.
El 17 de julio de 2013 fue uno de los cuatro jugadores que fueron añadidos a la lista de 23 seleccionados que estaban representando a la selección norteamericana en la Copa de Oro de la Concacaf 2013. Johnson anotó su primer gol en el torneo tan solo 17 segundos después de haber ingresado en el segundo tiempo del partido por cuartos de final ante El Salvador.

### Participaciones en Copas del Mundo
| Torneo                         | Sede     | Resultado      |
| ------------------------------ | -------- | -------------- |
| Copa Mundial de Fútbol de 2006 | Alemania | Fase de grupos |

### Participaciones en Copas de Oro
| Torneo                          | Sede           | Resultado |
| ------------------------------- | -------------- | --------- |
| Copa de Oro de la Concacaf 2013 | Estados Unidos | Campeón   |

## Palmarés

### Torneos internacionales
| Título                     | País           | Año  |
| -------------------------- | -------------- | ---- |
| Copa de Oro de la Concacaf | Estados Unidos | 2007 |
| Copa de Oro de la Concacaf | Estados Unidos | 2013 |

### Distinciones individuales
| Distinción                                | Año  |
| ----------------------------------------- | ---- |
| Regreso del año en la Major League Soccer | 2007 |
| Regreso del año en la Major League Soccer | 2012 |